# Charadrahyla
Charadrahyla (лат.) — род бесхвостых земноводных из семейства квакш. Родовое название произошло от греческого др.-греч. charadra — «овраг» и латинского лат. Hyla — «квакша», и связано с образом жизни представителей рода. Род был создан в 2005 году после серьезной ревизии семейства Hylidae. Пять видов данного рода ранее входили в род Hyla. Также добавлены два новых вида и еще два были перенесены из рода Exerodonta в 2018 году на основе молекулярных исследований. Являются сестринской группой рода Megastomatohyla.

## Описание
Это относительно крупные лягушки, обитающие в туманных сосново-дубовых лесах. У большинства видов самцы имеют длину тела 44-81 мм, а самки 60-81 мм, но бывшие виды Exerodonta, Charadrahyla juanitae и Charadrahyla pinorum, намного меньше — самцы размером 28-36 мм, а самки 35-40 мм. У большинства видов спина коричневатого окраса с крупными пятнами (исключение составляет Charadrahyla altipotens).

## Распространение
Ареал охватывает центральную и южную Мексику.

## Классификация
На январь 2023 года в род включают 10 видов:
- Charadrahyla altipotens (Duellman, 1968) — Остромордая квакша
- Charadrahyla chaneque (Duellman, 1961) — Чанек
- Charadrahyla esperancensis Canseco-Marquez, Ramirez-Gonzalez, and Gonzalez-Bernal, 2017
- Charadrahyla juanitae (Snyder, 1972)
- Charadrahyla nephila (Mendelson & Campbell, 1999)
- Charadrahyla pinorum (Taylor, 1937)
- Charadrahyla sakbah Jimenez-Arcos et al.[7], 2019
- Charadrahyla taeniopus (Gunther, 1901) — Полосатоногая квакша
- Charadrahyla tecuani Campbell, Blancas-Hernandez, & Smith, 2009
- Charadrahyla trux (Adler & Dennis, 1972) — Шоколадная квакша